# Epeisodion
Een epeisodion was een hoofdonderdeel van een Griekse tragedie. Een tragedie had gewoonlijk 3 epeisodia, maar er waren er ook die er zelfs 5 hebben, bv.  Antigone van Sophocles. Een epeisodion is altijd in dialoogvorm geschreven. 
Tussen de epeisodia is er altijd een stasimon, waarin het koor weergeeft wat er achter de schermen gebeurt en goed- of afkeurend reageert.
De term "episode" is afgeleid van epeisodion.

## Inhoud van de verschillende epeisodia

### Eerste epeisodion
Er is een stemmingsinleiding (om een bepaalde indruk te wekken bij de toeschouwers). Er is ook een korte expositie waarbij de personages worden voorgesteld en de situering gegeven. Het is nog kort, het wordt later uitgewerkt. Het gebeurt onder de vorm van inlichtingsfiguren en in dialoog- of monoloogvorm. Op het einde krijgen we het motorisch moment, het ogenblik waarop de crisis begint. 

### Tweede epeisodion
De ontwikkeling van de handeling in stijgende lijn: de uitwerking van de in de expositie bijeengebrachte elementen. 

### Derde epeisodion
Hier heeft men het hoogtepunt, de grote crisis: het moment waarop de protagonist zich moet inzetten om de hinderpaal te overwinnen. Er wordt over zijn lot beslist.

### Vierde epeisodion
Hier heeft men de peripetie of ommekeer: de gevolgen en de afloop van de crisis beginnen duidelijk te worden.  Het is een wending, een plotse ommekeer, namelijk de afwijking van de ingeslagen richting, die beslissend is voor het verdere verloop.

### Vijfde epeisodion
Hier heeft men de catastrofe, de ontknoping: het resultaat en de nawerking op de protagonist. Hier krijgt men ook de catharsis of loutering: de handeling wekt bij de toeschouwers een gevoel van medelijden en vrees. Er is dan nog een epiloog met het besluit of de zedenles.